# Lacertidae
Famille
Synonymes
- Lacertinae Oppel, 1811
- Gallotiinae Cano, Baez, López-Jurado & Ortega, 1984

Les Lacertidae ou Lacertidés sont une famille de sauriens, communément appelés lézards. Elle a été créée par Nicolaus Michael Oppel en 1811.

## Répartition
Les espèces de cette famille se rencontrent en Afrique, en Asie et en Europe.

## Description
On compte environ 310 espèces actuelles de Lacertidae, ce sont tous des animaux diurnes, actifs et agiles. Ils mesurent en général jusqu'à 20 cm du museau au cloaque.

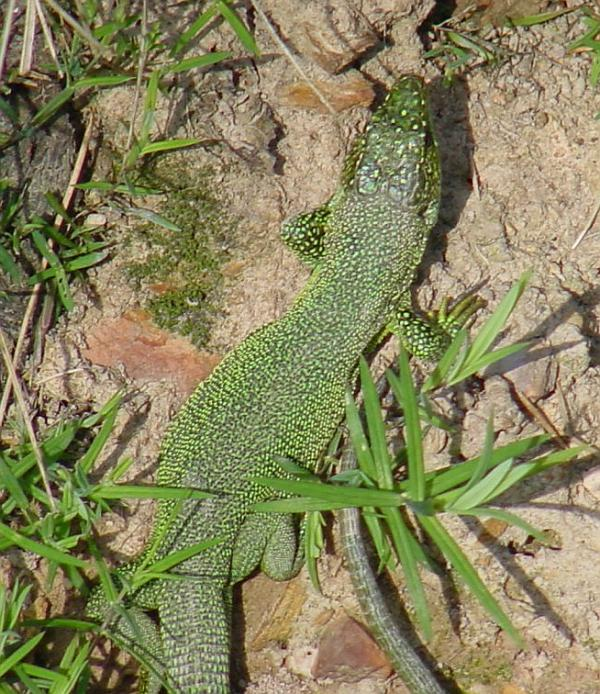
Lézard vert mâle
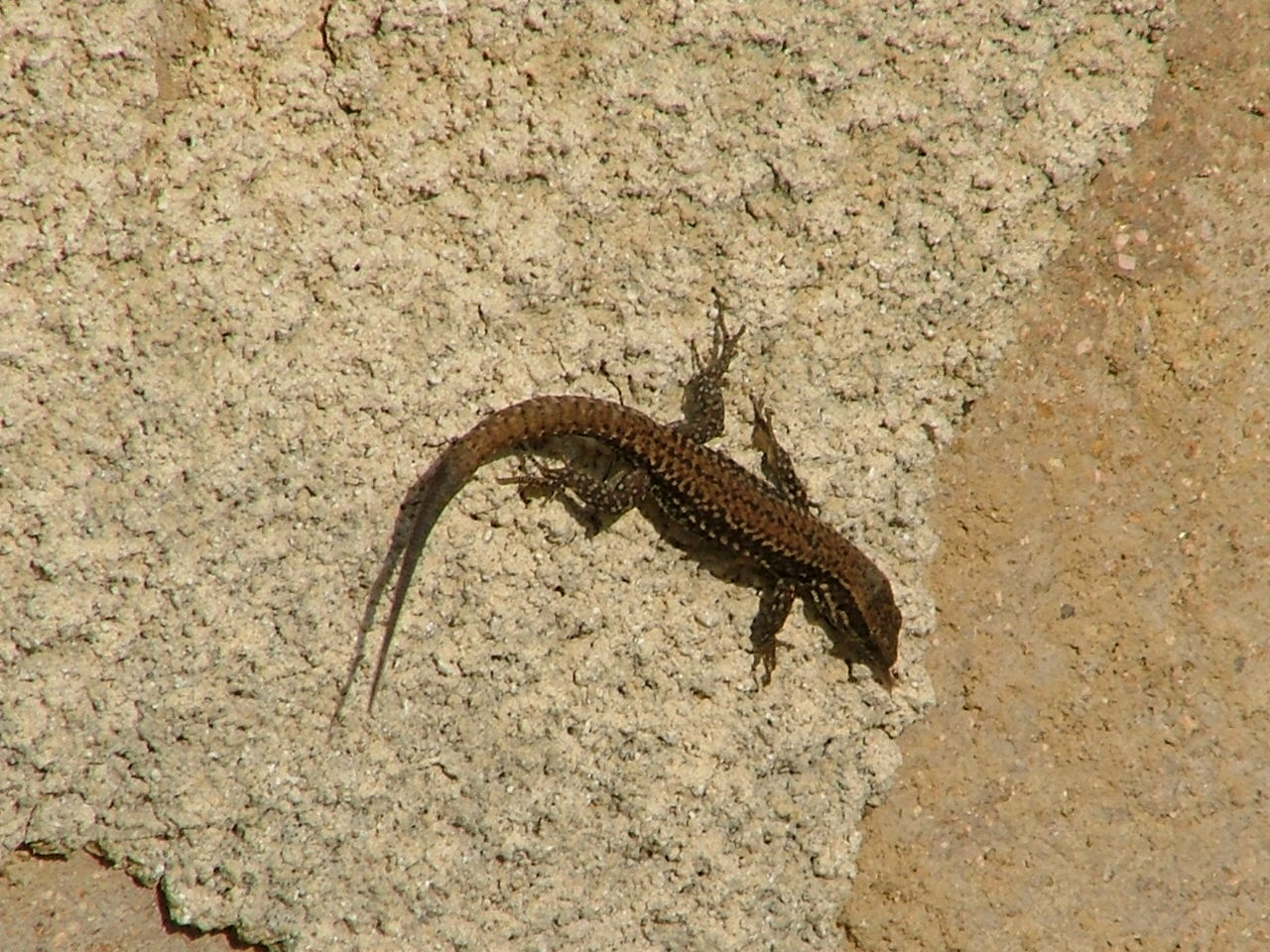
Podarcis muralis
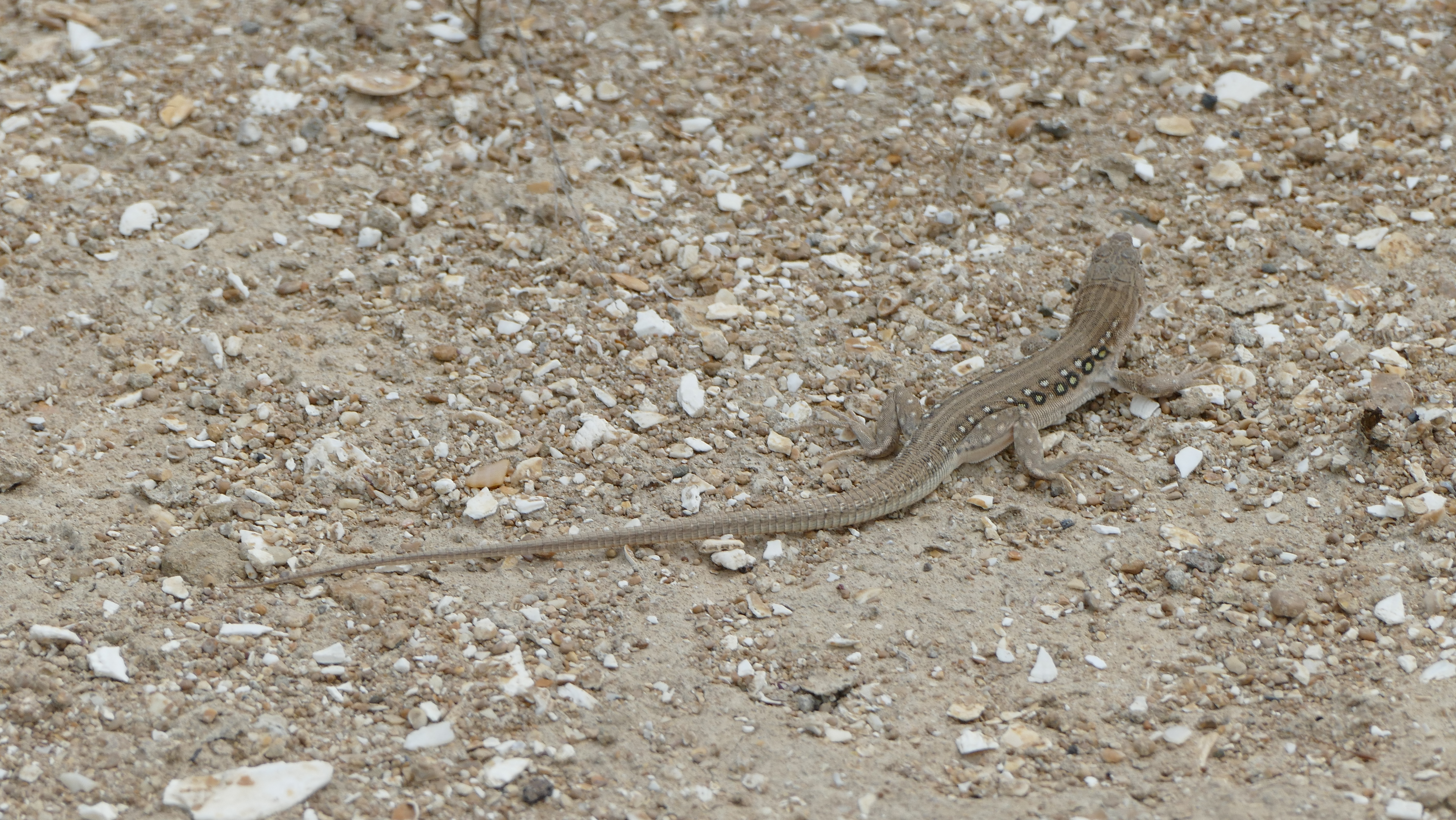
Un lézard dans le parc national d'Absheron en Azerbaïdjan. Mai 2018.

L'un des plus communs est le lézard des murailles (Podarcis muralis), un petit lacertidé brun d'Europe tempérée (limite nord : Belgique, Pays-Bas ; commun jusqu'en Roumanie). Cette espèce grimpeuse est la plus familière à proximité des habitations. Les trois quarts des lézards européens sont des Lacertidae.

## Liste des genres
Selon The Reptile Database (30 mars 2015) :
- Acanthodactylus Wiegmann, 1834
- Adolfus Sternfeld, 1912
- Algyroides Bibron & Bory de Saint-Vincent, 1833
- Anatololacerta Arnold, Arribas & Carranza, 2007
- Apathya Méhely, 1907
- Archaeolacerta Mertens, 1921
- Atlantolacerta Arnold, Arribas & Carranza, 2007
- Australolacerta Arnold, 1989
- Congolacerta Greenbaum, Villanueva, Kusamba, Aristote & Branch , 2011
- Dalmatolacerta Arnold, Arribas & Carranza, 2007
- Darevskia Arribas, 1997
- Dinarolacerta Arnold, Arribas & Carranza, 2007
- Eremias Wiegmann, 1834
- Gallotia Boulenger, 1916
- Gastropholis Fischer, 1886
- Heliobolus Fitzinger, 1843
- Hellenolacerta Arnold, Arribas & Carranza, 2007
- Holaspis Gray, 1863
- Iberolacerta Arribas, 1997
- Ichnotropis Peters, 1854
- Iranolacerta Arnold, Arribas & Carranza, 2007
- Lacerta Linnaeus, 1758
- Latastia Bedriaga, 1884
- Meroles Gray, 1838
- Mesalina Gray, 1838
- Nucras Gray, 1845
- Omanosaura Lutz, Bischoff & Mayer, 1986
- Ophisops Ménétriés, 1832
- Parvilacerta Harris, Arnold & Thomas, 1998
- Pedioplanis Fitzinger, 1843
- Philochortus Matschie, 1893
- Phoenicolacerta Arnold, Arribas & Carranza, 2007
- Podarcis Wagler, 1830
- Poromera Boulenger, 1887
- Psammodromus Fitzinger, 1826
- Pseuderemias Boettger, 1883
- Takydromus Daudin, 1802
- Teira Gray, 1838
- Timon Tschudi, 1836
- Tropidosaura Fitzinger, 1826
- Vhembelacerta Edwards, Branch, Herrel, Vanhooydonck, Measey & Tolley, 2013
- Zootoca Wagler, 1830

et les genres fossiles
- †Amblyolacerta Rocek, 1984
- †Dormaalisaurus Auge & Smith, 2002
- †Dracaenosaurus Pomel, 1846
- †Edlartetia Auge & Rage, 2000
- †Eolacerta Nöth, 1940
- †Miolacerta Rocek, 1984
- †Plesiolacerta Hoffstetter, 1942
- †Pseudeumeces Hoffstetter, 1944
- †Ligerosaurus Auge, Bailon & Malfay, 2003
- †Succinilacerta Bohme & Weitschat, 1998
- †Maioricalacerta Bailon & al, 2014

## Taxinomie
Cette famille est parfois divisée en deux sous-famille, les Gallotiinae Cano, Baez, López-Jurado & Ortega, 1984 (Gallotia et Psammodromus) et les Lacertinae Oppel, 1811, celle-ci divisée en deux tribus : les Lacertini Oppel, 1811 (Algyroides, Anatololacerta, Apathya, Archaeolacerta, Dalmatolacerta, Darevskia, Dinarolacerta, Hellenolacerta, Iberolacerta, Iranolacerta, Lacerta, Parvilacerta, Phoenicolacerta, Podarcis, Scelarcis, Takydromus, Teira, Timon et Zootoca) et les Eremiadini Shcherbak, 1975 (Acanthodactylus, Adolfus, Atlantolacerta, Australolacerta, Eremias, Gastropholis, Heliobolus, Holaspis, Ichnotropis, Latastia, Meroles, Mesalina, Nucras, Omanosaura, Ophisops, Philochortus, Pedioplanis, Poromera, Pseuderemias, Tropidosaura).

## Publications originales
- Cano, Baez, López-Jurado & Ortega, 1984 : Karyotype and Chromosome Structure in the Lizard, Gallotia Galloti in the Canary Islands. Journal of Herpetology, vol. 18, no 3, p. 344-346.
- Oppel, 1811 : Die Ordnungen, Familien und Gattungen der Reptilien, als Prodrom einer Naturgeschichte derselben. J. Lindauer, München (texte intégral).